# Extreme Rules (2021)
Extreme Rules (2021) – gala wrestlingu wyprodukowana przez federację WWE dla zawodników z brandów Raw i SmackDown. Odbyła się 26 września 2021 w Nationwide Arena w Columbus w stanie Ohio. Emisja była przeprowadzana na żywo za pośrednictwem serwisu strumieniowego Peacock w Stanach Zjednoczonych i WWE Network na całym świecie oraz w systemie pay-per-view. Była trzynasta gala w chronologii cyklu Extreme Rules.
Podczas gali odbyło się siedem walk, w tym jedna podczas pre-show. W walce wieczoru, Roman Reigns pokonał „The Demon” Finna Bálora w Extreme Rules matchu broniąc Universal Championship. W innych ważnych walkach, The Usos (Jey Uso i Jimmy Uso) pokonali The Street Profits (Angelo Dawkinsa i Monteza Forda) broniąc SmackDown Tag Team Championship, SmackDown Women’s Champion Becky Lynch walczyła z Biancą Belair i walka zakończyła się bez rezultatu po tym jak powracająca Sasha Banks zaatakowała obie zawodniczki oraz Damian Priest pokonał Jeffa Hardy’ego i Sheamusa w Triple Threat matchu i obronił United States Championship.

## Produkcja
Extreme Rules oferowało walki profesjonalnego wrestlingu z udziałem wrestlerów należących do brandów Raw i SmackDown. Wyreżyserowane rywalizacje (storyline’y) były kreowane podczas cotygodniowych gal Raw i SmackDown. Wrestlerzy są przedstawieni jako heele (negatywni, źli zawodnicy i najczęściej wrogowie publiki) i face’owie (pozytywni, dobrzy i najczęściej ulubieńcy publiki), którzy rywalizują pomiędzy sobą w seriach walk mających budować napięcie. Kulminacją rywalizacji jest walka wrestlerska lub ich seria.
Extreme Rules jest jednym z tematycznych wydarzeń pay-per-view od WWE, którego walkami przewodnimi są Extreme Rules matche lub inne warianty hardcore wrestlingu. Po raz pierwszy pojawiło się, w 2009 roku i od tamtej pory stanowi coroczną galę pay-per-view, produkowaną przez WWE. Edycja z 2020 roku nosiła specjalną nazwę The Horror Show at Extreme Rules. 
The Horror Show at Extreme Rules miało odbyć się na arenie SAP Center w San Jose w Kalifornii, jednak ze względu na obostrzenia związane z panującą pandemią COVID-19 zostało przeniesiona do placówki szkoleniowej WWE Performance Center, w Orlando na Florydzie. SAP Center ogłosiło, że będzie miejscem, w którym będzie się odbywała przyszłoroczna gala z cyklu Extreme Rules, i że fani, którzy zakupili bilety na rok 2020, będą mieli na nią wstęp. W maju 2021 WWE poinformowało, że tegoroczne Extreme Rules zostanie przeniesione do Yuengling Center w Tampie na Florydzie i będzie się odbywało 18 lipca, w systemie wirtualnej publiczności ThunderDome z powodu nadal trwającej pandemii. 21 maja WWE ogłosiło, że będą opuszczać ThunderDome i wrócą do publiczności na żywo w środku lipca 2021. Tym samym czerwcowe Hell in a Cell było ostatnim pay-per-view z wirtualną publicznością o nazwie ThunderDome, oraz Money in the Bank będzie pierwszym pay-per-view z prawdziwą publicznością oraz poza stanem Floryda od Elimination Chamber z 2020 roku. Money in the Bank odbyło się 18 lipca 2021, zajmując termin gali Extreme Rules, która została przeniesiona na 26 września i będzie miała miejsce, w Columbus w stanie Ohio na Nationwide Arena.

### Rywalizacje
Na SummerSlam, Bianca Belair miała pierwotnie bronić SmackDown Women’s Championship przeciwko Sashie Banks. Banks nie mogła się jednak pojawić z nieznanych przyczyn. Carmella została wtedy ogłoszona jako następczyni Banks. Jednak zanim walka mogła się rozpocząć, Becky Lynch, w swoim pierwszym występie od Raw po Money in the Bank w maju 2020 roku, niespodziewanie powróciła, zaatakowała Carmellę, rzuciła wyzwanie Belair, a następnie pokonała ją w 26 sekund, aby zdobyć tytuł. Na kolejnym odcinku SmackDown, Belair wyzwała Lynch na rewanż, jednak tamta odmówiła. Belair następnie wygrała Fatal 4-Way Elimination match pokonując Liv Morgan, Carmellę oraz Zelinę Vegę, aby zostać pretendentką. W następnym tygodniu, Belair wyzwała Lynch na walkę tej nocy, ale Lynch ponownie odmówiła, twierdząc, że będzie bronić tytułu, kiedy będzie gotowa. Później na backstage’u WWE officials Adam Pearce i Sonya Deville powiedzieli Lynch, że będzie bronić tytułu przed Belair na Extreme Rules.
23 lipca na odcinku SmackDown, po tym, jak Roman Reigns odrzucił wyzwanie Johna Ceny na walkę o Universal Championship na SummerSlam, Finn Bálor wyzwał Reignsa na walkę o tytuł na gali, którą Reigns zaakceptował. Jednak podczas podpisywania kontraktu doszło do kłótni, w wyniku której Cena podpisał kontrakt i został przeciwnikiem Reignsa na SummerSlam, gdzie Reigns zachował tytuł. Bálor dostał wtedy swoją szansę na tytuł 3 września na odcinku SmackDown, ale nie udało mu się. Rewanż pomiędzy nimi o Universal Championship został zaplanowany na Extreme Rules. 10 września ujawniono, że Reigns zmierzy się z alter ego Bálora, „The Demon”, a później ogłoszono, że będzie to Extreme Rules match.
Na SummerSlam, Damian Priest pokonał Sheamusa i wygrał United States Championship. 30 sierpnia na odcinku Raw, Priest obronił tytuł przeciwko Sheamusowi i Drew McIntyre’owi w Triple Threat matchu. W następnym odcinku, Sheamus pokonał McIntyre’a i zdobył walkę o United States Championship przeciwko Priestowi na Extreme Rules. 20 września, Jeff Hardy pokonał Sheamusa, zdobywając miejsce w walce o tytuł na Extreme Rules, czyniąc z niego Triple Threat match.

## Wyniki walk
| Nr                                                                   | Wyniki                                                                                            | Stypulacje                                           | Czas  |
| -------------------------------------------------------------------- | ------------------------------------------------------------------------------------------------- | ---------------------------------------------------- | ----- |
| 1P                                                                   | Liv Morgan pokonała Carmellę                                                                      | Singles match                                        | 7:52  |
| 2                                                                    | The New Day (Big E, Kofi Kingston i Xavier Woods) pokonali Bobby’ego Lashleya, AJ Stylesa i Omosa | Six-man Tag Team match                               | 18:15 |
| 3                                                                    | The Usos (Jey Uso i Jimmy Uso) (c) pokonali The Street Profits (Angelo Dawkinsa i Monteza Forda)  | Tag Team match o WWE SmackDown Tag Team Championship | 13:45 |
| 4                                                                    | Charlotte Flair (c) pokonała Alexę Bliss                                                          | Singles match o WWE Raw Women’s Championship         | 11:25 |
| 5                                                                    | Damian Priest (c) pokonał Jeffa Hardy’ego i Sheamusa                                              | Triple Threat match o WWE United States Championship | 13:25 |
| 6                                                                    | Becky Lynch (c) vs. Bianca Belair zakończyło się bez rezultatu                                    | Singles match o WWE SmackDown Women’s Championship   | 16:30 |
| 7                                                                    | Roman Reigns (c) (z Paulem Heymanem) pokonał "The Demon" Finna Bálora                             | Extreme Rules match o WWE Universal Championship     | 19:45 |
| (c) – mistrz/mistrzyni przed walkąP – walka miała miejsce w pre-show |                                                                                                   |                                                      |       |